# كأس إسكتلندا 1893–94
كأس اسكتلندا 1893–94 (بالإنجليزية: 1893–94 Scottish Cup)‏ هو موسم من كأس اسكتلندا. فاز فيه نادي رينجرز.